# Diana Widmaier-Picasso
Diana Widmaier-Picasso (Marsiglia, 12 marzo 1974) è una storica dell'arte e saggista francese.

## Biografia
Diana Widmaier-Picasso è nata a Marsiglia nel 1974, terzogenita dell'ufficiale della marina Pierre Widmaier (1931) e di Maya Picasso.
Frequentò l'università a Parigi, laureandosi in diritto privato alla Panthéon-Assas per poi conseguire un master in storia dell'arte alla Parigi-Sorbona, con una tesi sul mercato dell'arte in Francia nel XVII secolo.
Si specializzò poi sui disegni antichi lavorando nel dipartimento apposito di Sotheby's a Londra e Parigi, nel ruolo di co-dirigente per tre anni. Concentratasi sull'arte moderna, è la responsabile delle collezioni e degli archivi di sua madre riguardanti l'arte del nonno Pablo. Si è dedicata allo studio della sua arte e nel 2003 ha fondato la casa editrice e il centro di ricerca DWP Éditions, soffermandosi sullo studio delle opere scultoree di Picasso in lamiera.
Con la stessa casa editrice ha avviato la stesura di un catalogo ragionato delle sculture di Picasso formato da quattro volumi, con un gruppo di storici dell'arte e ricercatori.
Ha curato nel 2011 alla Gagosian la mostra Picasso and Marie Therese: L'Amour Fou, premiata dall'AICA nell'aprile 2012. Nel 2016 ha creato con la designer Sunjoo Moon il marchio di gioielli Menē (un vocabolo aramaico che indica il denaro).
È stata insignita dell'Ordine delle arti e delle lettere, prima come cavaliere (2017) e poi come ufficiale (2022).

## Vita privata
Nel 2016 iniziò una relazione con il fotografo Gilles Bensimon, con cui ha una figlia, Luna (2017).